# Гамбарян, Карлен Амаякович
Карлен Амаякович Гамбарян — советский хозяйственный, государственный и политический деятель.

## Биография
Родился в 1927 году в Кировакане. Член КПСС с 1946 года.
С 1950 года — на хозяйственной, общественной и политической работе. В 1950—1987 гг. — работник Ереванского электротехнического завода, первый секретарь Орджоникидзевского райкома КП Армении, в ЦК КПА, первый секретарь Разданского райкома КП Армении, заведующий промышленно-транспортным отделом ЦК КП Армении, заместитель Председателя Совета Министров Армянской ССР, секретарь ЦК КП Армении.
Избирался депутатом Верховного Совета Армянской ССР 5-11-го созывов.
Скончался 30 сентября, 1996 года.